# Разерфорд, Грег
Грегори (Грег) Разерфорд (англ. Gregory "Greg" Rutherford; род. 17 ноября 1986, Милтон-Кинс, Англия) — британский легкоатлет, который специализировался в прыжках в длину. Олимпийский чемпион 2012 года, чемпион мира и Европы. Рекордсмен Великобритании в прыжке в длину (8,51 м). Член ордена Британской империи (MBE). Завершил карьеру легкоатлета в 2018 году. В 2021 году вошёл в сборную Великобритании по бобслею.

## Личная жизнь
Разерфорд помолвлен со своей девушкой Сьюзи Веррилл. У пары трое детей — сыновья Майло Эндрю Уильям Джеймс Наггет Разерфорд (род. 20 октября 2014) и Рекс Грегори Моугли Разерфорд (род. 14 июля 2017) и дочь Дафни Энни Аризона Разерфорд (род. 1 апреля 2021).

## Карьера
В 2005 году в возрасте 18 лет Разерфорд стал самым молодым победителем любительского чемпионата Англии по прыжкам в длину. В том же году он выиграл юниорский чемпионат Европы, попутно установив юниорский рекорд Великобритании — 8,14 м. 8 августа 2006 года уже на взрослом чемпионате Европы в Гётеборге Грег завоевал серебряную медаль с результатом 8,13 м. Большую часть 2007 года спортсмен пропустил из-за различных травм. Это помешало ему удачно выступить на чемпионате мира по лёгкой атлетике в Осаке, где Разерфорд занял лишь 21-е место.
На Олимпийских играх 2008 года Разерфорд вышел в финальные соревнования с третьим результатом, улетев в квалификации на 8,16 м. В финале после заступов в первых двух попытках Грег в третьей решающей попытке прыгнул лишь на 7,84 м, что не позволило ему продолжить борьбу за награды. В результате спортсмен занял 10-е место на тех играх. 
20 августа 2009 года на чемпионате мира в Берлине в квалификации Разерфорд установил национальный рекорд Великобритании — 8,30 м. Этот результат был на 1 см лучше предыдущего рекорда, установленного Крисом Томлинсоном. Но в финале Грег опять выступил ниже своих возможностей, прыгнув в лучшей попытке на 8,17 м и заняв 5-е место. 
4 июня 2011 года на этапе Бриллиантовой лиги в Юджине Разерфорд улучшил свой персональный рекорд, показав результат 8,32 м. Но на чемпионате мира в Тэгу спортсмен получил травму подколенного сухожилия и не попал в финал. 3 мая 2012 года установил свой новый личный рекорд, попутно повторив и национальный рекорд (8,35 м). 
На Олимпийских играх 2012 года в Лондоне Разерфорд вышел в финал с четвёртым результатом, прыгнув на 8,08 м. В финале во второй попытке спортсмен улетает на 8,21 м и попадает в восьмерку сильнейших прыгунов. В четвёртой попытке Грег улучшает свой результат, прыгнув на 8,31 м. Эта попытка в итоге и оказалась победной. Разерфорд стал вторым британцем в истории после Лина Дэвиса в 1964 году, победившим на Олимпийских играх.
После Олимпийских игр Грег выиграл еще несколько крупнейших турниров. В 2014 году он победил на чемпионате Европы в Цюрихе с результатом 8,29 м (второй и третий лучший результат финала также показал Разерфорд), а также на Играх Содружества в Глазго с результатом 8,20 м. В 2015 году британец выиграл золото на чемпионате мира в Пекине, в финале он показал результат 8,41 м, второй результат также остался за Грегом (8,29 м).
В начале июля 2016 года Разерфорд вновь выиграл чемпионат Европы, прыгнув в финале на 8,25 м. Перед Олимпийскими играми в Бразилии Разерфорд считался основным фаворитом. Однако уже в квалификации он испытывал проблемы, лишь с третьей попытки показав 7,90 м и выйдя в финал с 10-м результатом. В финале Грег шесть раз подряд прыгнул за 8,05 м. Лучшей стала шестая попытка — 8,29 м, но южноафриканец Луво Маньонга (8,37 м) и американец Джефф Хендерсон (8,38 м) показали более высокие результаты, оставив британца с бронзой.
Олимпийские игры 2016 года стали последним крупным турниром в карьере Разерфорда. Из-за травмы он пропустил чемпионата мира 2017 года и Игры Содружества 2018 года, а летом 2018 года объявил о завершении карьеры.
В 2021 году стал известно, что Разерфорд отобрался в сборную Великобритании по бобслею и планирует побороться за право участвовать в зимних Олимпийских играх 2022 года в Китае.